# Ferid Ali
Ferid Ali, född 7 april 1992, är en svensk fotbollsspelare som spelar för IFK Haninge.

## Karriär
Alis moderklubb är Vasalunds IF. Han spelade för klubbens A-lag i sex säsonger mellan 2010 och 2015.
I januari 2016 värvades Ali av AFC United (senare AFC Eskilstuna), där han skrev på ett treårskontrakt. I januari 2019 förlängde Ali sitt kontrakt med ett år. I februari 2020 förlängde han sitt kontrakt fram till sommaren 2020. Han blev kvar i AFC Eskilstuna över resten av året men lämnade efter säsongen 2020 klubben.
Efter att ha varit klubblös ett år skrev Ali i mars 2022 på för division 2-klubben Assyriska FF. Inför säsongen 2023 gick han till IFK Haninge.